# Turritopsis polycirrha
Turritopsis polycirrha is een hydroïdpoliep uit de familie Oceaniidae. De poliep komt uit het geslacht Turritopsis. Turritopsis polycirrha werd in 1862 voor het eerst wetenschappelijk beschreven door Keferstein. 